# Ramírez de Velazco
Ramírez de Velazco es una localidad argentina ubicada en el departamento Quebrachos de la provincia de Santiago del Estero. Se encuentra 17 km al norte de Sumampa, sobre la ruta provincial 1. La zona presenta serranías, correspondientes al límite nororiental de las Sierras Pampeanas. Contaba con una estación de ferrocarril en un ramal que fue levantado.
En 2011 se informó que la localidad contaba con un promedio de 8 hijos por familia. En la zona se presenta un alto nivel de hidatidosis, que está relacionada con la falta de higiene en la faena de animales de granja, la gran presencia de perros en la vivienda y el acceso de los mismos a las huertas.

## Población
Cuenta con 256 habitantes (Indec, 2010), lo que representa un descenso del 7,58% frente a los 277 habitantes (Indec, 2001) del censo anterior.
| Gráfica de evolución demográfica de Ramírez de Velazco entre 1991 y 2010 |
|                                                                          |
| Fuente: Censos nacionales del INDEC                                      |